# 波路荳齒蛇鰻
波路荳齒蛇鰻，又稱雜食豆齒鰻及俗稱土龍，為輻鰭魚綱鰻鱺目之下的一個種。不論大小身長超過2尺。

## 分布
本魚分布於印度太平洋區，包括紅海、東非、南非、馬達加斯加、塞席爾群島、斯里蘭卡、孟加拉、印度、中國、台灣、菲律賓、泰國、越南、柬埔寨、印尼、澳洲。

## 特徵
本魚體延長。肛門在身體中央或之後。齒顆粒狀，大小不等，由數列排成齒帶。前上頜骨齒，齒顆粒狀且呈帶狀排列，與鋤骨齒相互緊接。鋤骨齒3至4列。上唇無肉褶。背鰭起點在胸鰭之後。脊椎骨數160。體長為體高之48.7倍；尾長為頭與軀幹之2.1倍；頭長為吻長之5.4倍；吻長為眼徑之2.8倍。上唇腹面有一突起。後鼻孔位於眼前。前鼻孔成管狀。口裂超過眼之後緣。背鰭、臀鰭在近尾端處結束，二者非常低。脊椎骨171至173枚。體長可達100公分。

## 生態
本魚棲息在沿岸及河口區之泥質海底，常將身體埋於泥沙中，伺機捕食小魚及甲殼類等，屬肉食性。

## 經濟利用
有輕微經濟價值，民間利用網袋等捕獲作為生鮮出售，部分地區當作食補的食材之一，或以藥酒的形態處理。